# Македонски гърци
Македонските гърци (на гръцки: Μακεδόνες Έλληνες) се наричат гърците, населяващи областта Македония.
Според гръцката историография древните македонци са били гърци, а техни наследници са днешните гърци в региона - като според официалните гръцки исторически и политически среди връзката на региона с елинизма е непрекъсната от 3000 години. Традиционно от XIX век гръцката общественост разглежда Македония като чисто гръцка област, въпреки че гърци в региона няма или са малцинство. С надигането на българското национално движение и сблъсъка на гърците с истинския етнически състав в Македония, в Гърция се създават редица изкуствени термини, за да се скрие реалното положение и да се укрепи връзката на елинизма с региона.
След завладяването на Егейска Македония от Гърция в 1913 година, цялото население е обявено за гръцко по националност, а хората, които не говорят гръцки се представят като езиково малцинство, а не национално. От гръцка страна се опитват да обяснят странния феномен един грък да има за майчин език български, какъвто имат много хора в Егейска Македония и изработват специалния термин „българофони“, който след това е заменен със „славофони“, за да се избегне пряката препратка към българите и да се улесни асимилацията. С термина „българофони“ се означават не само гърчеещите се българи (наричани в България с термина гъркомани), но и всички, които са останали в лоното на Цариградската патриаршия. Успоредно се прилага същият метод и към другите малцинства — всички православни се представят като гърци, като в зависимост от майчиния им език са наричани българофони, алванофони, туркофони, влахофони и т.н.
След Първата световна война обаче тези гръцки теории са подложени на атаки от България и Югославия. Те защитават тезите, че тези славофони в Егейска Македония са съответно според тезите им българи или сърби. Гърция използва противоречията между двете страни, за да не даде признание за никакво национално малцинство. След Втората световна война Гърция неофициално признава българския характер на Егейска Македония. Така например организацията в Егейска Македония НОФ е определяна като българска организация. През март 1947 година гръцкият вестник „Катимерини“ пише за българското малцинство в Егейска Македония:
| „ | Какво търсят тези престъпници в Гръцка Македония? Те не са гърци, те не са и югославяни. Те са българи и само българи... | “ |

Позицията на Югославия, а съответно на Социалистическа република Македония и днешна Северна Македония е, че славяногласното население в Егейска Македония е македонско по националност.
В подкрепа на гръцката историография се изказва на заседание на Съвет на Европа от 24 януари 2007 г. Константинос Караманлис, премиер на Гърция, чийто дядо е участник в андартското движение:
| „ | Аз съм македонец както и още два и половина милиона гърци. | “ |

## Древни македонци
- Александър Велики
- Филип II Македонски
- Аристотел